# Vampeta
Marcos André Batista Santos (Nazaré das Farinhas, 13 maart 1974) – alias Vampeta – is een voormalig Braziliaans voetballer die als centrale middenvelder, maar vooral als offensieve rechtsback, met name succes behaalde als speler van PSV Eindhoven, SC Corinthians en het Braziliaans voetbalelftal. Met Brazilië werd Vampeta wereldkampioen in 2002 en won in 1999 de Copa América. Vampeta was als Braziliaans aanvoerder actief tijdens de FIFA Confederations Cup in 2001.

## Spelersloopbaan
Vampeta is in Nederland vooral bekend als rechtsachter bij PSV. Ook speelde hij kort op huurbasis voor VVV. Vampeta's laatste club was Juventus da Mooca. Hij werd met Brazilië wereldkampioen in 2002 en won ook de Copa America in 1999. Hij speelde 39 interlands waarin hij tweemaal scoorde. In 2008 beëindigde Vampeta zijn voetballoopbaan.

## Trainersloopbaan
Na zijn spelersloopbaan werkte Vampeta als trainer in Brazilië. In 2010 trainde hij Nacional (SP) uit São Paulo. In 2011 werd Vampeta trainer van Grêmio Osasco uit Osasco, waar Vampeta dat jaar nog eenmalig meespeelde. Later, in 2011, werd hij daar technisch directeur, een functie die hij in 2020 nog steeds bekleedde.

### Profstatistieken
| Seizoen | Club                | Land      | Competitie          | Wed. | Goals |
| ------- | ------------------- | --------- | ------------------- | ---- | ----- |
| 1992    | Vitória             | Brazilië  | Série B             | 0    | 0     |
| 1993    | Vitória             | Brazilië  | Série A             | 8    | 0     |
| 1994    | Vitória             | Brazilië  | Série A             | 0    | 0     |
| 1994/95 | PSV                 | Nederland | Eredivisie          | 3    | 0     |
| 1994/95 | → VVV               | Nederland | Eerste divisie      | 7    | 3     |
| 1995    | → Fluminense        | Brazilië  | Série A             | 23   | 2     |
| 1996    | → Fluminense        | Brazilië  | Série A             | 0    | 0     |
| 1996/97 | PSV                 | Nederland | Eredivisie          | 31   | 2     |
| 1997/98 | PSV                 | Nederland | Eredivisie          | 16   | 3     |
| 1998    | Corinthians         | Brazilië  | Série A             | 31   | 2     |
| 1999    | Corinthians         | Brazilië  | Série A             | 24   | 3     |
| 2000    | Corinthians         | Brazilië  | Série A             | 6    | 0     |
| 2000/01 | Internazionale      | Italië    | Serie A             | 1    | 0     |
| 2000/01 | Paris Saint-Germain | Frankrijk | Ligue 1             | 7    | 1     |
| 2001    | Flamengo            | Brazilië  | Série A             | 16   | 1     |
| 2002    | Corinthians         | Brazilië  | Série A             | 24   | 0     |
| 2003    | Corinthians         | Brazilië  | Série A             | 5    | 0     |
| 2004    | Vitória             | Brazilië  | Série A             | 6    | 0     |
| 2004/05 | Kuwait Sports Club  | Koeweit   | Premier League      | 12   | 2     |
| 2005    | Brasiliense         | Brazilië  | Série A             | 37   | 0     |
| 2006    | Goiás               | Brazilië  | Série A             | 1    | 0     |
| 2007    | Corinthians         | Brazilië  | Série A             | 19   | 0     |
| 2008    | Juventus da Mooca   | Brazilië  | Campeonato Paulista | 7    | 0     |

## Erelijst
PSV
- Johan Cruijff Schaal: 1996, 1997
- Eredivisie: 1996/97

 Corinthians
- Campeonato Brasileiro Série A: 1998, 1999
- Campeonato Paulista: 1999, 2003
- FIFA Club World Championship: 2000
- Torneio Rio-São Paulo: 2002
- Copa do Brasil: 2002

 Kuwait Sports Club
- Al-Khurafi Cup: 2004/05

 Goiás
- Campeonato Goiano: 2006

 Brazil
- FIFA WK: 2002
- CONMEBOL Copa América: 1999

### Individueel
- Bola de Prata (Placar): 1998, 1999